# Slack Brook
Der Slack Brook ist ein Wasserlauf in Lancashire, England. Er entsteht südwestlich von Brindle und fließt zunächst in östlicher Richtung durch den Ort. Östlich des Ortes wendet er sich dann in einer südlichen Richtung. Bei seinem Zusammentreffen mit dem Whave’s Brook nordwestlich von Whitnell Fold entsteht der River Lostock.